# Trygetus sexoculatus
Trygetus sexoculatus är en spindelart som först beskrevs av O. Pickard-Cambridge 1872.  Trygetus sexoculatus ingår i släktet Trygetus och familjen Zodariidae.
Artens utbredningsområde är Israel. Inga underarter finns listade i Catalogue of Life.